# Jobst Moritz Droste zu Senden
Jobst Moritz Droste zu Senden (* Februar 1666; † 13. August 1754) war 1716 bis zu seinem Tod Landkomtur der Kammerballei Koblenz des Deutschen Ordens.

## Leben
Jobst Moritz (auch Mauritz) wurde im Februar 1666 auf Schloss Senden im Münsterland als Sohn von Jobst Mauritz Droste zu Senden und Anna-Petronella Raitz von Frentz geboren. Er hatte vier ältere Brüder: Jobst Adolf (1655–1711), Johann Bernhard, der eine Domherrenpräbende in Speyer innehatte, Arnold Wilhelm, der als Prämonstratenser in das Stift Varlar bei Coesfeld eintrat, und Friedrich Adrian, welcher Stiftskanoniker in Fritzlar war. Darüber hinaus hatte er noch drei Schwestern. Das elterliche Erbe wurde 1681 geregelt, zu einem Zeitpunkt, da Jobst Moritz noch minderjährig und unversorgt war. 1683 wurde auch Jobst Moritz selbst mit einer Domherrenpräbende in Speyer versorgt. Jobst Moritz entschloss sich jedoch, dem Deutschen Orden beizutreten, in den er am 1. März 1695 aufgenommen wurde. Kurz darauf prozessierte er mit seinem ältesten Bruder Jobst Adolf auf Senden um seine Erbquote. Der Streit dauerte bis in die 1730er-Jahre. Nach seinem Noviziat leistete er zunächst verschiedene Kriegsdienste, u. a. als kurkölnischer Rittmeister, als Capitain im Obrist-Raesfeldtschen Regiment (1698) und als Major im kurpfälzischen Leibregiment (1702). 1699 wurde ihm die Kommende Waldbreitbach übertragen. Später im Wechsel die Kommende Rheinberg und schließlich die Kommende St. Katharina in Köln, welche er bis zu seinem Tod innehatte. Ab 1716 war er Landkomtur der Kammerballei Koblenz, die er bis zu seinem Tod 1754 leitete. Lt. Kirchenbuch St.Laurentius Senden starb er am 8. August 1754 auf Schloss Morsbroich (heute in Leverkusen), das ebenfalls dem Orden gehörte. Sein Grab befindet sich in Elsen.

## Wappen

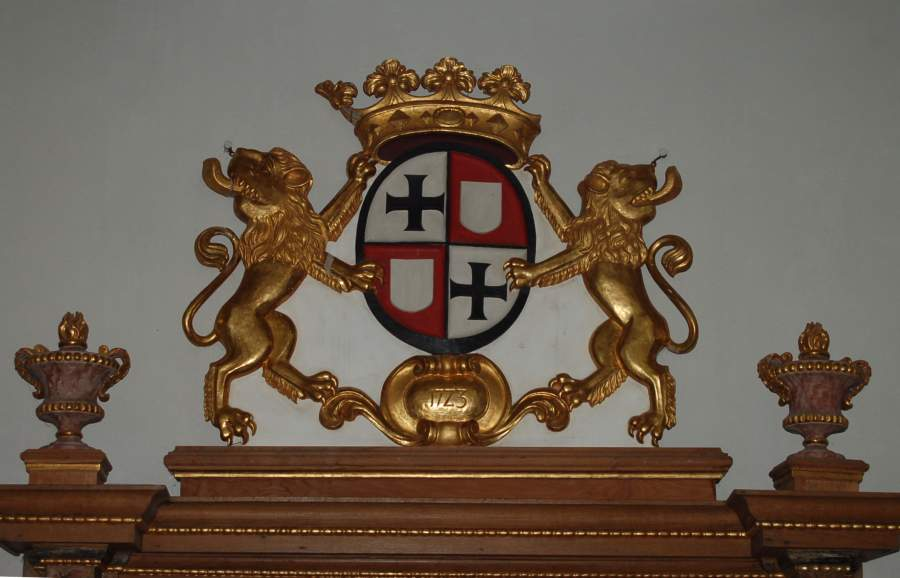
Wappen über der Vogtstür in St. Stephanus Elsen

Während seiner Amtszeit als Komtur ließ Jobst Moritz an zahlreichen Besitzungen des Deutschen Ordens in seiner Ballei sein Wappen anbringen. So ist dieses zum Beispiel an der Johannes-von-Nepomuk-Kapelle in Fettehenne oder über der ehemaligen Vogtstür in der Pfarrkirche St. Stephanus Elsen noch heute vorhanden. In Elsen wird das Wappen heute fälschlicherweise als Elsener Wappen bezeichnet. Das Wappen zeigt zwei Löwen mit vielen Schnörkeln, die einen ovalen Wappenschild tragen. Der Wappenschild ist in vier Felder geteilt. Feld 1 (oben links) und Feld 4 (unten rechts) zeigen das Deutsch-Ordens-Kreuz, während die Felder 2 und 3 ein kleines Wappenschild in Weiß auf rotem Grund zeigen.